# Giorgio Cagnotto
Giorgio Cagnotto (n. 2 iunie 1947, Torino, Italia) este un săritor în apă ce a reprezentat Italia, medaliat olimpic. A participat la 5 ediții ale Jocurilor Olimpice (1964, 1968, 1972, 1976, 1980) în care a câștigat două medalii de argint și două medalii de bronz.